# Aragón (regio)
Aragón (Nederlands, verouderd: Arragon, Arragonië) is een van de zeventien autonome regio's (deelstaten) van Spanje met meer dan 1,3 miljoen inwoners, gelegen in het noordoosten van Spanje. De hoofdstad van Aragón is Zaragoza.

## Geografie
Aragón grenst in het noorden aan Frankrijk, in het oosten aan Catalonië, in het zuiden aan Valencia en in het westen aan Castilië-La Mancha, Castilië en León, La Rioja en Navarra. De noordelijke grens met Frankrijk wordt gevormd door de pieken van de Pyreneeën. Het centrale deel van Aragón is vlakker, hier bevindt zich de stroomvlakte van de Ebro, die de staat van oost naar west doorkruist. Aragón telt één nationaal park (Nationaal park Ordesa y Monte Perdido) en vijf natuurparken.

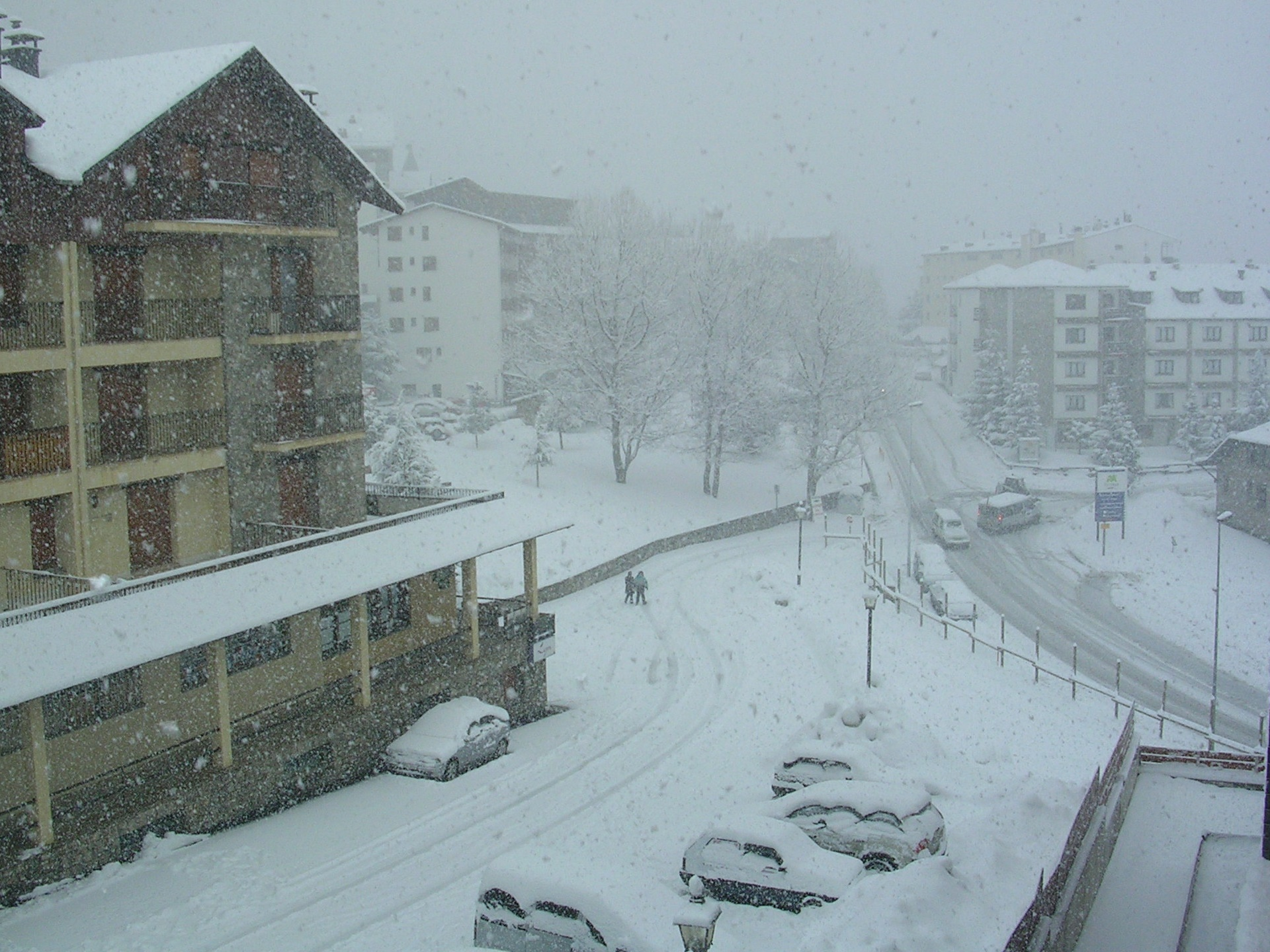
Formigal (Huesca) in de winter

## Geschiedenis
Het huidige Aragón was de kern van een middeleeuws koninkrijk, dat in de 15e eeuw heel het oosten van Spanje beheerste en zijn invloed over het westen van de Middellandse Zee uitbreidde tot Italië en Griekenland.

## Bevolking
In 2019 had Aragón een vruchtbaarheidscijfer van 1,26 kinderen per vrouw, hetgeen ongeveer gelijk was aan het Spaanse gemiddelde van 1,23 kinderen per vrouw. De gemiddelde levensverwachting bedroeg ongeveer 83,9 jaar voor de totale bevolking - dit was 0,3 jaar hoger dan het landelijke gemiddelde van 83,6 jaar in 2019.

### Demografische ontwikkeling
Bevolkingscijfers in duizendtallen
Bron: INE

## Talen
Aragón heeft slechts één officiële taal, het Spaans, maar in de praktijk worden er op kleinere schaal nog twee andere talen gesproken: het Aragonees in de bergvalleien in het noorden en het Catalaans in een strook in het oosten van de regio, die ook bekendstaat als La Franja. Beide talen worden wettelijk beschermd maar hebben geen officiële status.

## Bestuurlijke indeling
Aragón is onderverdeeld in drie provincies:
| Provincie | Inwonertal | Hoofdstad | Inwonertal |
| --------- | ---------- | --------- | ---------- |
| Huesca    | 215.846    | Huesca    | 48.530     |
| Teruel    | 141.091    | Teruel    | 34.240     |
| Zaragoza  | 912.056    | Zaragoza  | 660.859    |
| Totaal    | 1.269.067  |           |            |

## Cultuur
Aragón beschikt over twee regionale bladen, Heraldo de Aragón en El Periódico de Aragón, die naast de landelijke pers gelezen worden.